# UEFA Champions League 2018-2019 (fase a gironi)
La fase a gironi della UEFA Champions League 2018-2019 si è disputata tra il 18 settembre 2018 e il 12 dicembre 2018. Hanno partecipato a questa fase della competizione 32 club: 16 di essi si sono qualificati alla successiva fase a eliminazione diretta, che condurrà alla finale di Madrid (Spagna) del 1º giugno 2019.

## Date
| Fase          | Sorteggio                               | Turno            | Data                 |
| ------------- | --------------------------------------- | ---------------- | -------------------- |
| Fase a gironi | 30 agosto 2018, ore 18:00 CEST (Monaco) | Prima giornata   | 18-19 settembre 2018 |
| Fase a gironi | 30 agosto 2018, ore 18:00 CEST (Monaco) | Seconda giornata | 2-3 ottobre 2018     |
| Fase a gironi | 30 agosto 2018, ore 18:00 CEST (Monaco) | Terza giornata   | 23-24 ottobre 2018   |
| Fase a gironi | 30 agosto 2018, ore 18:00 CEST (Monaco) | Quarta giornata  | 6-7 novembre 2018    |
| Fase a gironi | 30 agosto 2018, ore 18:00 CEST (Monaco) | Quinta giornata  | 27-28 novembre 2018  |
| Fase a gironi | 30 agosto 2018, ore 18:00 CEST (Monaco) | Sesta giornata   | 11-12 dicembre 2018  |

## Squadre
| Legenda                                                                        |
| ------------------------------------------------------------------------------ |
| Primi e secondi classificati (alla fase a eliminazione diretta)                |
| Terzi classificati (alla fase a eliminazione diretta della UEFA Europa League) |
| Quarti classificati (eliminati)                                                |

| Squadre             | Coeff   |
| Urna 1              | Urna 1  |
| ------------------- | ------- |
| Real Madrid         | 162.000 |
| Atlético Madrid     | 140.000 |
| Barcellona          | 132.000 |
| Bayern Monaco       | 135.000 |
| Manchester City     | 100.000 |
| Juventus            | 126.000 |
| Paris Saint-Germain | 109.000 |
| Lokomotiv Mosca     | 22.500  |

| Squadre           | Coeff  |
| Urna 2            | Urna 2 |
| ----------------- | ------ |
| Borussia Dortmund | 89.000 |
| Porto             | 86.000 |
| Manchester Utd    | 82.000 |
| Šachtar           | 81.000 |
| Benfica           | 80.000 |
| Napoli            | 78.000 |
| Tottenham         | 67.000 |
| Roma              | 64.000 |

| Squadre         | Coeff  |
| Urna 3          | Urna 3 |
| --------------- | ------ |
| Liverpool       | 62.000 |
| Schalke 04      | 62.000 |
| Olympique Lione | 59.500 |
| Monaco          | 57.000 |
| Ajax            | 53.500 |
| CSKA Mosca      | 45.000 |
| PSV             | 36.000 |
| Valencia        | 36.000 |

| Squadre        | Coeff  |
| Urna 4         | Urna 4 |
| -------------- | ------ |
| Viktoria Plzeň | 33.000 |
| Club Bruges    | 29.500 |
| Galatasaray    | 29.500 |
| Young Boys     | 20.500 |
| Inter          | 16.000 |
| Hoffenheim     | 14.285 |
| Stella Rossa   | 10.750 |
| AEK Atene      | 10.000 |

## Sorteggio
| Gruppo | 1ª fascia           | 2ª fascia         | 3ª fascia       | 4ª fascia      |
| ------ | ------------------- | ----------------- | --------------- | -------------- |
| A      | Atlético Madrid     | Borussia Dortmund | Monaco          | Club Bruges    |
| B      | Barcellona          | Tottenham         | PSV             | Inter          |
| C      | Paris Saint-Germain | Napoli            | Liverpool       | Stella Rossa   |
| D      | Lokomotiv Mosca     | Porto             | Schalke 04      | Galatasaray    |
| E      | Bayern Monaco       | Benfica           | Ajax            | AEK Atene      |
| F      | Manchester City     | Šachtar           | Olympique Lione | Hoffenheim     |
| G      | Real Madrid         | Roma              | CSKA Mosca      | Viktoria Plzeň |
| H      | Juventus            | Manchester Utd    | Valencia        | Young Boys     |

## Risultati

### Gruppo b
| Squadra           | Pt | G | V | N | P | GF | GS | DG  |
| ----------------- | -- | - | - | - | - | -- | -- | --- |
| Borussia Dortmund | 13 | 6 | 4 | 1 | 1 | 10 | 2  | +8  |
| Atlético Madrid   | 13 | 6 | 4 | 1 | 1 | 9  | 6  | +3  |
| Club Bruges       | 6  | 6 | 1 | 3 | 2 | 6  | 5  | +1  |
| Monaco            | 1  | 6 | 0 | 1 | 5 | 2  | 14 | -12 |

| Arbitro: | William Collum |

|              |           |                               |
| Grandsir 18’ | Marcatori | 31’ Diego Costa 45+1’ Giménez |

| Arbitro: | Danny Makkelie |

|  |           |             |
|  | Marcatori | 85’ Pulisic |

| Arbitro: | Aljaksej Kul'bakoŭ |

|                                         |           |  |
| Bruun Larsen 51’ Alcácer 72’ Reus 90+2’ | Marcatori |  |

| Arbitro: | Ivan Kružliak |

|                               |           |                |
| Griezmann 28’, 67’ Koke 90+4’ | Marcatori | 39’ Groeneveld |

| Arbitro: | Michael Oliver |

|            |           |           |
| Wesley 39’ | Marcatori | 31’ Sylla |

| Arbitro: | Anthony Taylor |

|                                          |           |  |
| Witsel 38’ Guerreiro 73’, 89’ Sancho 83’ | Marcatori |  |

| Arbitro: | Artur Soares Dias |

|  |           |                                               |
|  | Marcatori | 12’, 17’ (rig.) Vanaken 24’ Wesley 85’ Vormer |

| Arbitro: | Daniele Orsato |

|                               |           |  |
| Saúl Ñíguez 33’ Griezmann 80’ | Marcatori |  |

| Arbitro: | Mattias Gestranius |

|                       |           |  |
| Koke 2’ Griezmann 24’ | Marcatori |  |

| Dortmund 28 novembre 2018, ore 21:00 CET 5ª giornata | Borussia Dortmund | 0 – 0 referto | Club Bruges | BVB Stadion (66 099 spett.)\| Arbitro: \| Gediminas Mažeika \| |
| Arbitro:                                             | Gediminas Mažeika |               |             |                                                                |

| Arbitro: | Craig Pawson |

|  |           |                    |
|  | Marcatori | 15’, 88’ Guerreiro |

| Bruges 11 dicembre 2018, ore 21:00 CET 6ª giornata | Club Bruges  | 0 – 0 referto | Atlético Madrid | Stadio Jan Breydel (25 645 spett.)\| Arbitro: \| Davide Massa \| |
| Arbitro:                                           | Davide Massa |               |                 |                                                                  |

### Gruppo B
| Squadra    | Pt | G | V | N | P | GF | GS | DG |
| ---------- | -- | - | - | - | - | -- | -- | -- |
| Barcellona | 14 | 6 | 4 | 2 | 0 | 14 | 5  | +9 |
| Tottenham  | 8  | 6 | 2 | 2 | 2 | 9  | 10 | -1 |
| Inter      | 8  | 6 | 2 | 2 | 2 | 6  | 7  | -1 |
| PSV        | 2  | 6 | 0 | 2 | 4 | 6  | 13 | -7 |

| Arbitro: | Clément Turpin |

|                         |           |             |
| Icardi 86’ Vecino 90+2’ | Marcatori | 53’ Eriksen |

| Arbitro: | Anastasios Sidīropoulos |

|                                 |           |  |
| Messi 32’, 77’, 87’ Dembélé 75’ | Marcatori |  |

| Arbitro: | Milorad Mažić |

|             |           |                           |
| Rosario 27’ | Marcatori | 44’ Nainggolan 60’ Icardi |

| Arbitro: | Felix Zwayer |

|                     |           |                                        |
| Kane 52’ Lamela 66’ | Marcatori | 2’ Coutinho 28’ Rakitić 56’, 90’ Messi |

| Arbitro: | Slavko Vinčić |

|                        |           |                    |
| Lozano 30’ de Jong 87’ | Marcatori | 39’ Lucas 55’ Kane |

| Arbitro: | Ovidiu Hațegan |

|                            |           |  |
| Rafinha 32’ Jordi Alba 83’ | Marcatori |  |

| Arbitro: | Szymon Marciniak |

|            |           |            |
| Icardi 87’ | Marcatori | 83’ Malcom |

| Arbitro: | Ivan Kružliak |

|               |           |            |
| Kane 78’, 89’ | Marcatori | 2’ de Jong |

| Arbitro: | Cüneyt Çakır |

|             |           |  |
| Eriksen 80’ | Marcatori |  |

| Arbitro: | Pavel Královec |

|             |           |                     |
| de Jong 83’ | Marcatori | 61’ Messi 70’ Piqué |

| Arbitro: | Felix Zwayer |

|            |           |            |
| Icardi 73’ | Marcatori | 13’ Lozano |

| Arbitro: | Milorad Mažić |

|            |           |                 |
| Dembélé 7’ | Marcatori | 85’ Lucas Moura |

### Gruppo C
| Squadra             | Pt | G | V | N | P | GF | GS | DG  |
| ------------------- | -- | - | - | - | - | -- | -- | --- |
| Paris Saint-Germain | 11 | 6 | 3 | 2 | 1 | 17 | 9  | +8  |
| Liverpool           | 9  | 6 | 3 | 0 | 3 | 9  | 7  | +2  |
| Napoli              | 9  | 6 | 2 | 3 | 1 | 7  | 5  | +2  |
| Stella Rossa        | 4  | 6 | 1 | 1 | 4 | 5  | 17 | -12 |

| Belgrado 18 settembre 2018, ore 21:00 CEST 1ª giornata | Stella Rossa     | 0 – 0 referto | Napoli | Stadion Rajko Mitić (49 112 spett.)\| Arbitro: \| Szymon Marciniak \| |
| Arbitro:                                               | Szymon Marciniak |               |        |                                                                       |

| Arbitro: | Cüneyt Çakır |

|                                               |           |                        |
| Sturridge 30’ Milner 36’ (rig.) Firmino 90+2’ | Marcatori | 40’ Meunier 83’ Mbappé |

| Arbitro: | Artur Soares Dias |

|                                                         |           |           |
| Neymar 20’, 22’, 81’ Cavani 37’ Di María 42’ Mbappé 70’ | Marcatori | 74’ Marin |

| Arbitro: | Viktor Kassai |

|             |           |  |
| Insigne 90’ | Marcatori |  |

| Arbitro: | Daniel Siebert |

|                                            |           |  |
| Firmino 20’ Salah 45’, 51’ (rig.) Mané 80’ | Marcatori |  |

| Arbitro: | Felix Zwayer |

|                                     |           |                         |
| Mário Rui 61’ (aut.) Di María 90+3’ | Marcatori | 29’ Insigne 77’ Mertens |

| Arbitro: | Antonio Mateu Lahoz |

|                 |           |  |
| Pavkov 22’, 29’ | Marcatori |  |

| Arbitro: | Björn Kuipers |

|                    |           |              |
| Insigne 63’ (rig.) | Marcatori | 45+2’ Bernat |

| Arbitro: | Jesús Gil Manzano |

|                             |           |                   |
| Hamšík 11’ Mertens 33’, 52’ | Marcatori | 57’ Ben Nabouhane |

| Arbitro: | Szymon Marciniak |

|                       |           |                     |
| Bernat 13’ Neymar 37’ | Marcatori | 45+1’ (rig.) Milner |

| Arbitro: | William Collum |

|              |           |                                                   |
| Gobeljić 56’ | Marcatori | 10’ Cavani 40’ Neymar 74’ Marquinhos 90+2’ Mbappé |

| Arbitro: | Damir Skomina |

|           |           |  |
| Salah 34’ | Marcatori |  |

### Gruppo D
| Squadra         | Pt | G | V | N | P | GF | GS | DG |
| --------------- | -- | - | - | - | - | -- | -- | -- |
| Porto           | 16 | 6 | 5 | 1 | 0 | 15 | 6  | +9 |
| Schalke 04      | 11 | 6 | 3 | 2 | 1 | 6  | 4  | +2 |
| Galatasaray     | 4  | 6 | 1 | 1 | 4 | 5  | 8  | -3 |
| Lokomotiv Mosca | 3  | 6 | 1 | 0 | 5 | 4  | 12 | -8 |

| Arbitro: | Jesús Gil Manzano |

|            |           |                   |
| Embolo 64’ | Marcatori | 75’ (rig.) Otávio |

| Arbitro: | Gianluca Rocchi |

|                                                    |           |  |
| Rodrigues 9’ Derdiyok 67’ Selçuk İnan 90+4’ (rig.) | Marcatori |  |

| Arbitro: | Anthony Taylor |

|  |           |              |
|  | Marcatori | 88’ McKennie |

| Arbitro: | Michael Oliver |

|            |           |  |
| Marega 49’ | Marcatori |  |

| Istanbul 24 ottobre 2018, ore 21:00 CEST 3ª giornata | Galatasaray    | 0 – 0 referto | Schalke 04 | Ali Sami Yen Spor Kompleksi (46 667 spett.)\| Arbitro: \| Benoît Bastien \| |
| Arbitro:                                             | Benoît Bastien |               |            |                                                                             |

| Arbitro: | Bobby Madden |

|                  |           |                                          |
| An. Mirančuk 38’ | Marcatori | 26’ (rig.) Marega 35’ Herrera 47’ Corona |

| Arbitro: | William Collum |

|                        |           |  |
| Burgstaller 4’ Uth 57’ | Marcatori |  |

| Arbitro: | Davide Massa |

|                                               |           |            |
| Herrera 2’ Marega 42’ Corona 67’ Otávio 90+3’ | Marcatori | 59’ Farfán |

| Arbitro: | Antonio Mateu Lahoz |

|                              |           |  |
| Donk 43’ (aut.) Ignat'ev 54’ | Marcatori |  |

| Arbitro: | Ovidiu Hațegan |

|                                     |           |                     |
| Militão 52’ Corona 55’ Marega 90+4’ | Marcatori | 89’ (rig.) Bentaleb |

| Arbitro: | Anastasios Sidīropoulos |

|              |           |  |
| Schöpf 90+1’ | Marcatori |  |

| Arbitro: | Aljaksej Kul'bakoŭ |

|                                    |           |                                           |
| Feghouli 45+1’ (rig.) Derdiyok 65’ | Marcatori | 17’ Felipe 42’ (rig.) Marega 57’ Oliveira |

### Gruppo E
| Squadra       | Pt | G | V | N | P | GF | GS | DG  |
| ------------- | -- | - | - | - | - | -- | -- | --- |
| Bayern Monaco | 14 | 6 | 4 | 2 | 0 | 15 | 5  | +10 |
| Ajax          | 12 | 6 | 3 | 3 | 0 | 11 | 5  | +6  |
| Benfica       | 7  | 6 | 2 | 1 | 3 | 6  | 11 | -5  |
| AEK Atene     | 0  | 6 | 0 | 0 | 6 | 2  | 13 | -11 |

| Arbitro: | Carlos del Cerro Grande |

|                                     |           |  |
| Tagliafico 46’, 90’ van de Beek 77’ | Marcatori |  |

| Arbitro: | Antonio Mateu Lahoz |

|  |           |                             |
|  | Marcatori | 10’ Lewandowski 54’ Sanches |

| Arbitro: | Orel Grinfeeld |

|                     |           |                                      |
| Klōnaridīs 53’, 63’ | Marcatori | 6’ Seferović 15’ Grimaldo 74’ Semedo |

| Arbitro: | Pavel Královec |

|            |           |              |
| Hummels 4’ | Marcatori | 22’ Mazraoui |

| Arbitro: | Aljaksej Kul'bakoŭ |

|  |           |                                   |
|  | Marcatori | 61’ Javi Martínez 63’ Lewandowski |

| Arbitro: | Ruddy Buquet |

|                |           |  |
| Mazraoui 90+2’ | Marcatori |  |

| Arbitro: | Gianluca Rocchi |

|           |           |           |
| Jonas 29’ | Marcatori | 61’ Tadić |

| Arbitro: | Matej Jug |

|                             |           |  |
| Lewandowski 31’ (rig.), 71’ | Marcatori |  |

| Arbitro: | Michael Oliver |

|  |           |                       |
|  | Marcatori | 68’ (rig.), 72’ Tadić |

| Arbitro: | Daniele Orsato |

|                                                 |           |               |
| Robben 13’, 30’ Lewandowski 36’, 51’ Ribéry 76’ | Marcatori | 46’ Fernandes |

| Arbitro: | Bobby Madden |

|              |           |  |
| Grimaldo 88’ | Marcatori |  |

| Arbitro: | Clément Turpin |

|                                        |           |                                       |
| Tadić 61’, 82’ (rig.) Tagliafico 90+5’ | Marcatori | 13’, 87’ (rig.) Lewandowski 90’ Coman |

### Gruppo F
| Squadra         | Pt | G | V | N | P | GF | GS | DG  |
| --------------- | -- | - | - | - | - | -- | -- | --- |
| Manchester City | 13 | 6 | 4 | 1 | 1 | 16 | 6  | +10 |
| Olympique Lione | 8  | 6 | 1 | 5 | 0 | 12 | 11 | +1  |
| Šachtar         | 6  | 6 | 1 | 3 | 2 | 8  | 16 | -8  |
| Hoffenheim      | 3  | 6 | 0 | 3 | 3 | 11 | 14 | -3  |

| Arbitro: | Jakob Kehlet |

|                        |           |                             |
| Ismaily 27’ Maycon 81’ | Marcatori | 6’ Grillitsch 38’ Nordtveit |

| Arbitro: | Daniele Orsato |

|                    |           |                      |
| Bernardo Silva 67’ | Marcatori | 26’ Cornet 43’ Fekir |

| Arbitro: | Damir Skomina |

|             |           |                           |
| Belfodil 1’ | Marcatori | 8’ Agüero 87’ David Silva |

| Arbitro: | Andris Treimanis |

|                        |           |                        |
| Dembélé 70’ Dubois 72’ | Marcatori | 44’, 55’ Júnior Moraes |

| Arbitro: | Carlos del Cerro Grande |

|  |           |                                                |
|  | Marcatori | 30’ David Silva 35’ Laporte 71’ Bernardo Silva |

| Arbitro: | Alberto Undiano Mallenco |

|                                   |           |                                   |
| Kramarić 33’, 47’ Joelinton 90+2’ | Marcatori | 27’ Traoré 59’ Ndombele 67’ Depay |

| Arbitro: | Viktor Kassai |

|                                                                                     |           |  |
| David Silva 13’ Gabriel Jesus 24’ (rig.), 72’ (rig.), 90+2’ Sterling 49’ Mahrez 84’ | Marcatori |  |

| Arbitro: | Danny Makkelie |

|                        |           |                              |
| Fekir 19’ Ndombele 28’ | Marcatori | 65’ Kramarić 90+2’ Kadeřábek |

| Arbitro: | Gianluca Rocchi |

|                 |           |                        |
| Cornet 55’, 81’ | Marcatori | 62’ Laporte 83’ Agüero |

| Arbitro: | Ivan Kružliak |

|                        |           |                               |
| Kramarić 17’ Zuber 40’ | Marcatori | 14’ Ismaily 15’, 90+2’ Taison |

| Arbitro: | Andreas Ekberg |

|                 |           |                     |
| Sané 45+1’, 61’ | Marcatori | 16’ (rig.) Kramarić |

| Arbitro: | Björn Kuipers |

|                   |           |           |
| Júnior Moraes 22’ | Marcatori | 65’ Fekir |

### Gruppo G
| Squadra        | Pt | G | V | N | P | GF | GS | DG |
| -------------- | -- | - | - | - | - | -- | -- | -- |
| Real Madrid    | 12 | 6 | 4 | 0 | 2 | 12 | 5  | +7 |
| Roma           | 9  | 6 | 3 | 0 | 3 | 11 | 8  | +3 |
| Viktoria Plzeň | 7  | 6 | 2 | 1 | 3 | 7  | 16 | -9 |
| CSKA Mosca     | 7  | 6 | 2 | 1 | 3 | 8  | 9  | -1 |

| Arbitro: | Benoît Bastien |

|                   |           |                               |
| Krmenčík 29’, 41’ | Marcatori | 49’ Čalov 90+5’ (rig.) Vlašić |

| Arbitro: | Björn Kuipers |

|                              |           |  |
| Isco 45’ Bale 58’ Díaz 90+1’ | Marcatori |  |

| Arbitro: | Paweł Raczkowski |

|                                             |           |  |
| Džeko 3’, 40’, 90+2’ Ünder 64’ Kluivert 73’ | Marcatori |  |

| Arbitro: | Ovidiu Hațegan |

|           |           |  |
| Vlašić 2’ | Marcatori |  |

| Arbitro: | Orel Grinfeld |

|                         |           |               |
| Benzema 11’ Marcelo 55’ | Marcatori | 79’ Hrošovský |

| Arbitro: | Anastasios Sidīropoulos |

|                          |           |  |
| Džeko 30’, 43’ Ünder 50’ | Marcatori |  |

| Arbitro: | Cüneyt Çakır |

|                |           |                           |
| Sigurðsson 50’ | Marcatori | 4’ Manōlas 59’ Pellegrini |

| Arbitro: | Deniz Aytekin |

|  |           |                                                  |
|  | Marcatori | 21’, 37’ Benzema 23’ Casemiro 40’ Bale 67’ Kroos |

| Arbitro: | Danny Makkelie |

|                   |           |                         |
| Vlašić 10’ (rig.) | Marcatori | 56’ Procházka 81’ Hejda |

| Arbitro: | Clément Turpin |

|  |           |                            |
|  | Marcatori | 47’ Bale 59’ Lucas Vázquez |

| Arbitro: | Anthony Taylor |

|                       |           |           |
| Kovařík 62’ Chorý 72’ | Marcatori | 68’ Ünder |

| Arbitro: | Artur Soares Dias |

|  |           |                                        |
|  | Marcatori | 37’ Čalov 43’ Ščennikov 73’ Sigurðsson |

### Gruppo H
| Squadra        | Pt | G | V | N | P | GF | GS | DG |
| -------------- | -- | - | - | - | - | -- | -- | -- |
| Juventus       | 12 | 6 | 4 | 0 | 2 | 9  | 4  | +5 |
| Manchester Utd | 10 | 6 | 3 | 1 | 2 | 7  | 4  | +3 |
| Valencia       | 8  | 6 | 2 | 2 | 2 | 6  | 6  | 0  |
| Young Boys     | 4  | 6 | 1 | 1 | 4 | 4  | 12 | -8 |

| Arbitro: | Felix Brych |

|  |           |                               |
|  | Marcatori | 45’ (rig.), 51’ (rig.) Pjanić |

| Arbitro: | Deniz Aytekin |

|  |           |                                   |
|  | Marcatori | 35’, 44’ (rig.) Pogba 66’ Martial |

| Arbitro: | Sergej Karasëv |

|                     |           |  |
| Dybala 5’, 33’, 69’ | Marcatori |  |

| Manchester 2 ottobre 2018, ore 21:05 CEST 2ª giornata | Manchester Utd | 0 – 0 referto | Valencia | Old Trafford (73 569 spett.)\| Arbitro: \| Slavko Vinčić \| |
| Arbitro:                                              | Slavko Vinčić  |               |          |                                                             |

| Arbitro: | Andris Treimanis |

|                   |           |               |
| Hoarau 55’ (rig.) | Marcatori | 26’ Batshuayi |

| Arbitro: | Milorad Mažić |

|  |           |            |
|  | Marcatori | 17’ Dybala |

| Arbitro: | István Kovács |

|                         |           |            |
| Mina 14’, 42’ Soler 56’ | Marcatori | 37’ Assalé |

| Arbitro: | Ovidiu Hațegan |

|             |           |                                         |
| Ronaldo 65’ | Marcatori | 86’ Juan Manuel Mata 90’ (aut.) Bonucci |

| Arbitro: | William Collum |

|               |           |  |
| Mandžukić 59’ | Marcatori |  |

| Arbitro: | Felix Brych |

|                |           |  |
| Fellaini 90+1’ | Marcatori |  |

| Arbitro: | Georgi Kabakov |

|                            |           |              |
| Soler 17’ Jones 47’ (aut.) | Marcatori | 87’ Rashford |

| Arbitro: | Tobias Stieler |

|                        |           |            |
| Hoarau 30’ (rig.), 68’ | Marcatori | 80’ Dybala |